# Drezden (album)
Drezden – debiutancki album białoruskiego zespołu synth popowego Drezden, wydany 30 sierpnia 2018 roku przez wydawnictwo Soyuz Music. Płyta zawiera jedenaście rosyjskojęzycznych utworów, utrzymanych w stylistyce Neue Deutsche Welle i nowej fali. Album został nagrany przez lidera zespołu Siarhieja Michałoka wraz z serbskim muzykiem Vladimirem Opsenicą jeszcze przed uformowaniem się późniejszego składu zespołu. Drezden został wydany zarówno na płycie kompaktowej, jak i kasecie czy płycie winylowej.

## Lista utworów
| Nr  | Tytuł utworu           | Oryginalna pisownia tytułu | Długość |
| --- | ---------------------- | -------------------------- | ------- |
| 1.  | „Drezden”              |                            | 3:33    |
| 2.  | „Ajsbierg”             | «Айсберг»                  | 3:48    |
| 3.  | „Samarkand”            | «Самарканд»                | 3:01    |
| 4.  | „Jamaguti-gumi”        | «Ямагути-гуми»             | 3:38    |
| 5.  | „Ronin”                | «Ронин»                    | 3:29    |
| 6.  | „Koały”                | «Коалы»                    | 3:28    |
| 7.  | „Elektro-mongoły”      | «Электро-монголы»          | 3:43    |
| 8.  | „Stalnoj Nurijew”      | «Стальной Нуриев»          | 3:11    |
| 9.  | „Wudi Wudpiekier”      | «Вуди Вудпекер»            | 3:24    |
| 10. | „Mona Liza owierdrajw” | «Мона Лиза овердрайв»      | 4:03    |
| 11. | „Korol”                | «Король»                   | 3:53    |
|     |                        |                            | 39:11   |

## Twórcy
- Siarhiej Michałok – wokal
- Vladimir Opsenica – wszystkie instrumenty
- Witalij Tełezyn – producent, technik dźwięku[10]